# Polystachya lukwangulensis
Polystachya lukwangulensis är en orkidéart som beskrevs av Phillip James Cribb. Polystachya lukwangulensis ingår i släktet Polystachya och familjen orkidéer. Inga underarter finns listade i Catalogue of Life.